# سندی برگر
سندی برگر (انگلیسی: Sandy Berger; زاده ۲۸ اکتبر ۱۹۴۵ – درگذشته ۲ دسامبر ۲۰۱۵) مشاور سیاسی آمریکایی بود که به عنوان مشاور امنیت ملی رئیس‌جمهور ایالات متحده آمریکا بیل کلینتون از ۱۴ مارس ۱۹۹۷ تا ۲۰ ژانویه ۲۰۰۱ فعالیت کرد. پیش از آن او قائم مقام مشاور امنیت ملی بود.